# طواف فاتينفول 2014
طواف فاتينفول 2014 (بالإنجليزية: 2014 Vattenfall Cyclassics)‏ هو سباق دراجات هوائية أقيم بتاريخ 24 أغسطس 2014، تكون السباق من 1 مراحل وامتدّ لمسافة 247 كم، استغرق السباق 5 ساعة 55 دقيقة 24 ثانية. فاز به النرويجي ألكسندر كريستوف.

## الترتيب
| م                     | الدرّاج          | البلد   | الزمن                    |
| --------------------- | --------------- | ------- | ------------------------ |
| الفائز بالترتيب العام | ألكسندر كريستوف | النرويج | 5 ساعة 55 دقيقة 24 ثانية |